# Phlebotomus asperulus
Phlebotomus asperulus är en tvåvingeart som beskrevs av Quate och David Fairchild 1961. Phlebotomus asperulus ingår i släktet Phlebotomus och familjen fjärilsmyggor. Inga underarter finns listade i Catalogue of Life.